# Lo mejor de mi vida eres tú
Lo mejor de mi vida eres tú  es un sencillo del álbum Música + alma + sexo del cantante boricua Ricky Martin con la colaboración de Natalia Jiménez publicado el 1 de noviembre del 2010 por el sello discográfico Sony Music

## Composición
A través de su cuenta de Twitter, Ricky Martin anunció que "la promoción comienza". Y más tarde, en un par de mensajes, reveló más detalles de este sencillo.
La canción está compuesta por Ricky Martin y Natalia Jiménez según dijo el artista puertorriqueño en un comunicado de prensa.

## Video musical
El video musical fue grabado los días 25 y 26 de octubre de 2010 en Miami, Florida. La premier del video en inglés fue lanzada en el Ricky Martin's VEVO Youtube Channel el 10 de enero de 2011. Su versión en español fue estrenada en el canal Univisión en el programa Primer Impacto. Ni Joss Stone ni Natalia Jiménez aparecen en los videos.

## Posiciones
| Chart (2010)                          | Posición |
| ------------------------------------- | -------- |
| Chile Top 100                         | 3        |
| Mexican Airplay Chart                 | 3        |
| México Los 40 Principales             | 1        |
| US Billboard Hot 100                  | 74       |
| US Latin Songs (Billboard)            | 1        |
| US Latin Pop Songs (Billboard)        | 1        |
| US Latin Tropical Airplay (Billboard) | 28       |

- Datos: Q11165577